# Bilaua
Bilaua è una suddivisione dell'India, classificata come nagar panchayat, di 11.522 abitanti, situata nel distretto di Gwalior, nello stato federato del Madhya Pradesh. In base al numero di abitanti la città rientra nella classe IV (da 10.000 a 19.999 persone).

## Geografia fisica
La città è situata a 26° 1' 60 N e 78° 15' 35 E e ha un'altitudine di 235 m s.l.m..

## Società

### Evoluzione demografica
Al censimento del 2001 la popolazione di Bilaua assommava a 11.522 persone, delle quali 6.115 maschi e 5.407 femmine. I bambini di età inferiore o uguale ai sei anni assommavano a 1.821, dei quali 959 maschi e 862 femmine. Infine, coloro che erano in grado di saper almeno leggere e scrivere erano 6.312, dei quali 4.028 maschi e 2.284 femmine.